# Lampa solna

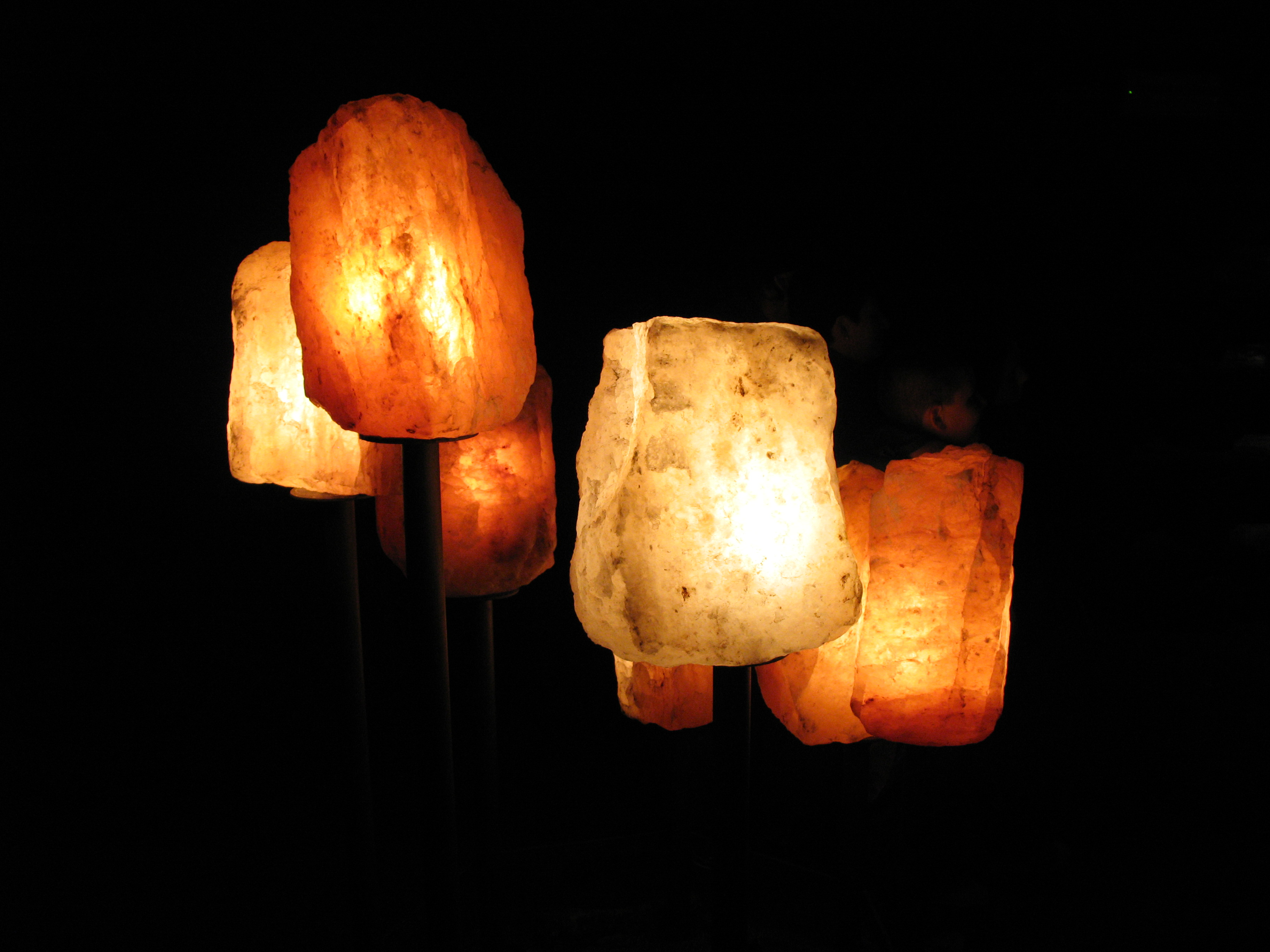
Kilka różnych lamp solnych

Lampa solna – wydrążona bryłka soli, wewnątrz której umieszczony jest element elektryczny składający się z żarówki i oprawki zamontowanej na metalowej sprężynie. Bryłka zamocowana jest na podstawie (z drewna, metalu lub kamienia) lub na nóżkach z tworzywa sztucznego.

## Historia
Pierwsze lampy solne powstały prawdopodobnie na początku XX wieku w Wieliczce, stworzone przez artystów górniczych wykonujących rzeźby z soli. W końcu lat osiemdziesiątych XX w. lampy zaczęto wytwarzać na większą skalę. Były one sprzedawane jako pamiątki na trasie turystycznej w Kopalni Soli w Wieliczce. W latach 90. lampy zaczęto eksportować do Niemiec. Aktualne wtedy trendy rynkowe w Niemczech (powrót do produktów naturalnych, zdrowych i ekologicznych) sprawiły, że lampy stały się poszukiwanym produktem. W tym czasie Polska była jedynym krajem, w którym lampy solne były wykonywane na dużą skalę (na niewielką skalę wytwarzano je również w Niemczech i Czechach, ale surowiec był importowany z Polski). Relatywnie niskie bariery wejścia (prosta, rękodzielnicza technologia produkcji) do branży sprawiły, że w ciągu kilku lat powstało wiele firm wytwarzających lampy solne. W 1999 roku działało w Polsce, co najmniej, 10 większych i kilkudziesięciu małych producentów lamp solnych. W zaistniałej sytuacji podjęto próby zabezpieczenia wyłączności na produkcję lamp solnych z pomocą prawa patentowego. Pierwsze takie starania podjęła w 1993 roku firma Elsol z Poznania. Ze względu na charakter produktu (każda lampa jest „unikatowa” pod względem wagi, kształtu, kolorystyki etc.) takie działania okazały się bezowocne.

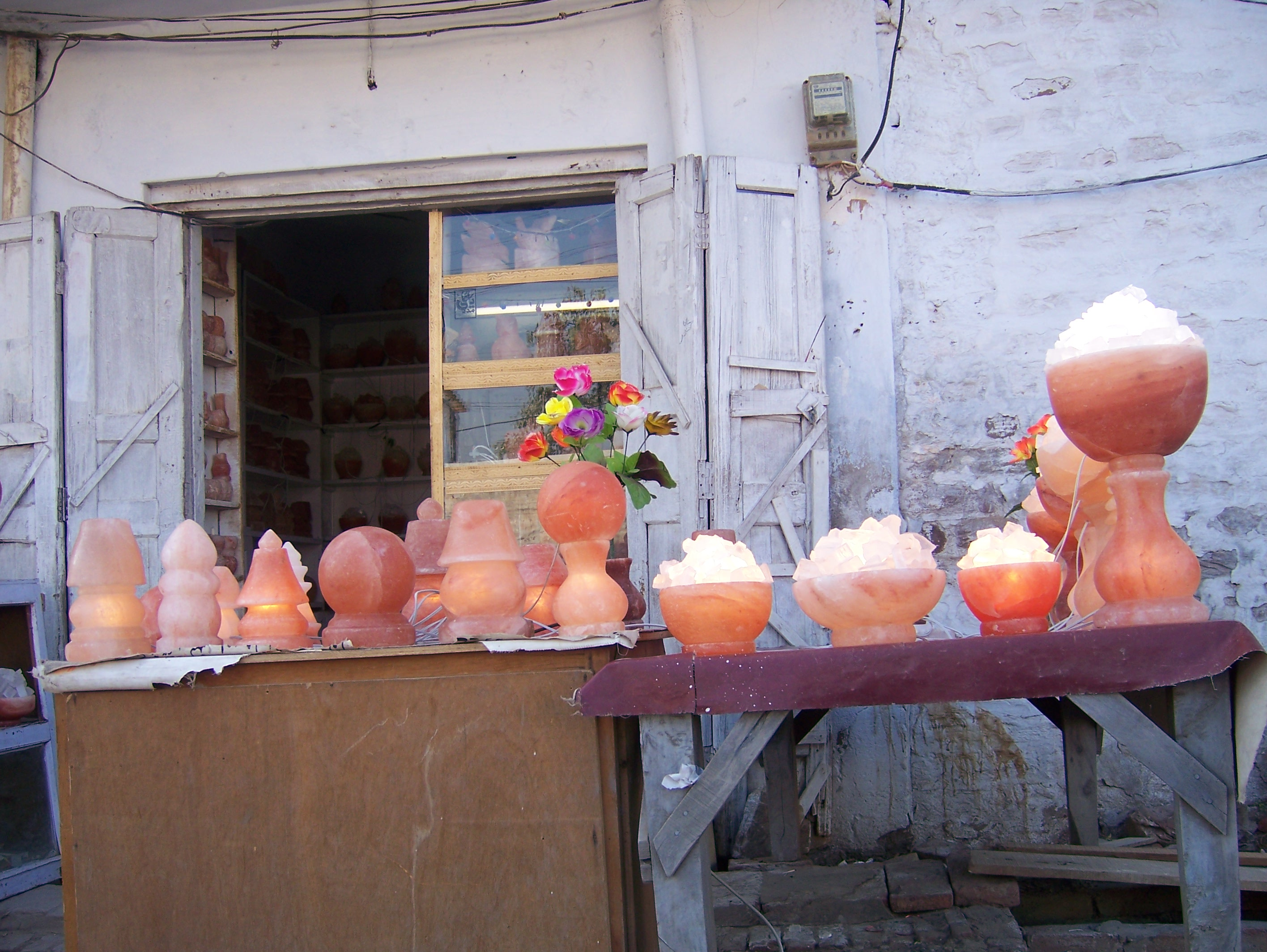
Lampy solne sprzedawane w Pakistanie

W końcu lat 90. roku lampy solne były znane na świecie, czego efektem były próby wyprodukowania ich w innych krajach. Podstawową barierą było jednak posiadanie dostępu do złóż soli kamiennej o odpowiedniej strukturze i kolorze. Złoża takie znajdują się w Pakistanie i w 2000 roku na rynku pojawiły się pierwsze dostawy wyrobów z tego kraju. Lampy solne te były dość niskiej jakości, przy czym cena była znacznie niższa niż alternatywnych lamp polskich. Sprawiło to ogólny wzrost konkurencji na rynku lamp solnych i spadek cen. Ze względu na  wysokie ceny soli kamiennej do produkcji lamp w Polsce firmy polskie zostały postawione w trudnej sytuacji konkurencyjnej. Wskutek tego w kilku kolejnych latach większość firm zajmujących się dotychczas produkcją lamp wycofała się z branży. W roku 2006 w Polsce działało kilka firm produkujących lampy solne oraz kilka firm importujących lampy pakistańskie.

## Sól kamienna
Lampy solne wykonywane są z soli kamiennej. Sól taka powinna mieć odpowiednio zwartą strukturę (aby możliwa była obróbka mechaniczna) oraz pożądany kolor (pomarańczowy lub czerwony). Technologia stosowana w kopalni musi również umożliwiać wydobycie dużych brył, od kilku do kilkuset kilogramów. Jedyna kopalnia soli w Europie oferująca tego rodzaju bryły soli to Kopalnia Soli Kłodawa. Spotykane na rynku są lampy solne wykonane z soli polskiej (Kłodawa), pakistańskiej (okolice Kaszmiru) oraz irańskiej (Esfahan).
W latach dziewięćdziesiątych lampy solne były produkowane wyłącznie z polskiej soli, wydobywanej w Kopalni Soli w Kłodawie, która była (i pozostaje do dzisiaj) jedynym producentem pomarańczowych brył solnych w Europie. Wykorzystując ogromną popularność lamp solnych i swoją monopolistyczną pozycje w końcu lat 90. kopalnia bez uzasadnienia podwyższała ceny oferowanego surowca. W roku 1997 tona kruchów solnych kosztowała 235 zł, w 1999 – 840 zł, a w 2002 – 1420 zł. Po podwyżce cen w 2002 roku jeden z producentów złożył w Urzędzie Ochrony Konkurencji i Konsumentów „Wniosek o wszczęcie postępowania antymonopolowego” przeciwko KSK Kłodawa, którego efektem była decyzja UOKiK z 16 maja 2003 roku. Prezes UOKiK uznał, iż „pobieranie przez Kopalnię Soli „KŁODAWA” ceny za tonę kruchów solnych w wysokości 1420,00 zł, stanowi praktykę ograniczającą konkurencję, określoną w art. 8 ust 2 pkt 1 ww. ustawy, polegającą na nadużyciu pozycji dominującej na rynku wydobycia i sprzedaży kruchów solnych służących do produkcji lamp i ozdób solnych, poprzez narzucanie nadmiernie wygórowanych cen i nakazał jej zaniechania.
Na podstawie art. 101 ust. 2 pkt 1 ustawy o ochronie konkurencji i konsumentów, Prezes Urzędu Ochrony Konkurencji i Konsumentów nałożył również karę pieniężną w wysokości 85 000 zł."

## Jonizacja
Popularność lamp solnych jest m.in. skutkiem ich właściwości. Sól kamienna, dzięki przemianom fizykochemicznym na jej powierzchni emituje jony ujemne. Właściwość ta została wykorzystana przez producentów lamp solnych do wypromowania ich jako „naturalne jonizatory powietrza”. Nie istnieją naukowe publikacje w tym zakresie, dlatego dyskusja na temat jonizacji pomiędzy miłośnikami i krytykami lamp solnych opiera się często na własnych wnioskach i przekonaniach. W Stanach Zjednoczonych i Europie Zachodniej podjęto nieliczne próby zweryfikowania efektu jonizacji przez lampy solne. Jedno z takich badań zostało wykonane przez amerykańską organizację „Negative Ions Information Center”. Wykonano proste badanie otoczenia lampy solnej za pomocą jonometru. Potwierdziło ono występowanie jonizacji, jednak jej skalę określono jako „niską” (badacze nie byli w stanie podać konkretnych liczb). W innym artykule na temat lamp solnych, autor, Michael Gienger porównał działanie małej lampy solnej do otwartego okna. Stwierdził on również, że ilość emitowanych jonów ujemnych jest zależna od powierzchni jonizacji, a więc wielkości lampy i porowatości jej powierzchni.

## Mity
W materiałach promujących lampy solne bywają podawane błędne informacje i mity. Poniżej niektóre z najważniejszych fałszywych informacji, z którymi można się zetknąć w polskim Internecie:
- lampy solne produkuje się w Wieliczce – fałsz; od 1992 roku Kopalnia Soli Wieliczka nie prowadzi wydobycia soli kamiennej. Produkcja soli Wielickiej (spożywczej) jest oparta na „utylizacji wód zasolonych wpływających do wyrobisk”[8]
- lampy solne wydzielają jod – fałsz; sól kamienna, z której wykonuje się lampy nie zawiera (lub zawiera śladowe ilości) jodu. Lampy nie mogą być wykonywane z soli morskiej, która faktycznie zawiera spore ilości jodu.